# تپه شیرین‌آباد
تپه شیرین آباد مربوط به دوران‌های تاریخی پس از اسلام است و در شهرستان کرج، روستای بید گنه واقع شده و این اثر در تاریخ ۵ آذر ۱۳۷۹ با شمارهٔ ثبت ۲۸۹۰ به‌عنوان یکی از آثار ملی ایران به ثبت رسیده است.